# Первушин, Александр Николаевич
Александр Николаевич Первушин (1923—1981) — майор Советской Армии, участник Великой Отечественной войны, Герой Советского Союза (1943).

## Биография
Александр Первушин родился 18 октября 1923 года в селе Ольховец (ныне — Лебедянский район Липецкой области). После окончания семи классов школы работал в колхозе. В октябре 1941 года Первушин был призван на службу в Рабоче-крестьянскую Красную Армию. С февраля 1942 года — на фронтах Великой Отечественной войны. В боях три раза был ранен.
К осени 1943 года ефрейтор Александр Первушин был стрелком 383-го стрелкового полка 121-й стрелковой дивизии 60-й армии Центрального фронта. Отличился во время битвы за Днепр. 25 сентября 1943 года Первушин в составе передовой группы переправился через Днепр в районе села Глебовка Вышгородского района Киевской области Украинской ССР и принял активное участие в боях за захват и удержание плацдарма на его западном берегу. В бою за вражескую траншею он лично уничтожил несколько вражеских солдат.
Указом Президиума Верховного Совета СССР от 17 октября 1943 года за «мужество и героизм, проявленные при форсировании Днепра» ефрейтор Александр Первушин был удостоен высокого звания Героя Советского Союза с вручением ордена Ленина и медали «Золотая Звезда».
После окончания войны Первушин продолжил службу в Советской Армии. В 1949 году он окончил военное автомобильное училище, в 1956 году — Центральные автотракторные курсы. В 1965 году в звании майора Первушин был уволен в запас. Проживал и работал в городе Апрелевка Московской области. Скончался 15 сентября 1981 года.
Был также награждён орденами Красного Знамени и Красной Звезды, рядом медалей.
В честь Первушина названа улица в Лебедяни.